# ستيف لوفييل
ستيف لوفييل (بالإنجليزية: Steve Lovell)‏ (6 ديسمبر 1980 في المملكة المتحدة - ) هو لاعب كرة قدم بريطاني في مركز الهجوم. لعب مع شيفيلد يونايتد وكوينز بارك رينجرز ونادي أبردين ونادي بورتسموث ونادي بورنموث ونادي فالكيرك ونادي والسول ونادي دندي ونادي إكزتر سيتي ونادي بارتيك ثيسل.

## وصلات خارجية
- ستيف لوفييل على موقع قاعدة بيانات كرة القدم.إي يو (الإنجليزية)
- ستيف لوفييل على موقع Soccerbase.com (لاعب) (الإنجليزية)